# Gutasaga

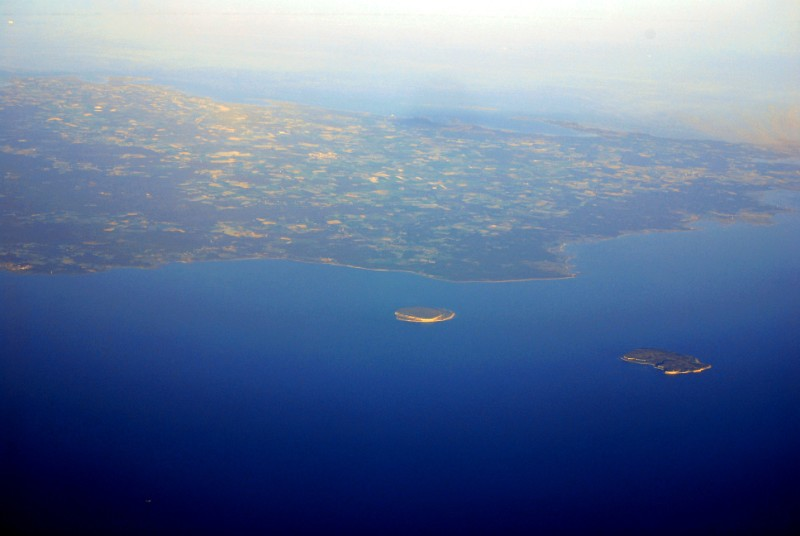
Ostrov Gotland, o jehož historii Gutasaga vypráví

Gutasaga je sága, která opisuje historii Gotlandu před jeho christianizací. Byla zapsána ve 13. století a zachoval se z ní jen jediný rukopis, Codex Holm, jehož stáří se datuje kolem roku 1350. Nyní je uložen ve Švédské královské knihovně ve Stockholmu. Je napsán ve starogotlandštině, dialektu staré severštiny.
Sága začíná představením Þieluara a jeho syna Hafþiho, jenž měl tři syny, Graipra, Gutiho a Gunfjauna, kteří byli předky všech Gótů. Popisuje stěhování Gótů, které koresponduje s historickými událostmi spojenými s migrací Gótů na jihovýchod:
| „ | …před dávnými časy, lidé vzešlí ze tří synů množili se tak překotně, že země nebyla schopna živit je všechny. Proto rozhodnuto bylo, že každý třetí z rodu odejíti musí, avšak s sebou vše, čehož požaduje, odvézti si může. ...cestovali oni proti proudu řeky Dviny v daleké Rusi. Došli nejdále, kam to jen šlo, až skončili v zemi Řeků. ...usadili se zde a žili zde a uchovali si také něco z naší řeči… | “ |

Právě onen obrat „v zemi Řeků“ odpovídá prvním zmínkám v klasických zdrojích. Eusebius z Ceasereie zaznamenal roku 263 ničení Makedonie, Řecka, Pontu a Asie.
Imigrační vlna dorazila do oblasti Krymu v 1. století našeho letopočtu a na dvě století ztratila kontakt se svou domovinou. To stačilo na vytvoření specifického dialektu emigrantů, krymské gótštiny (a uchovali si také něco z naší řeči).